# Georg Carolides

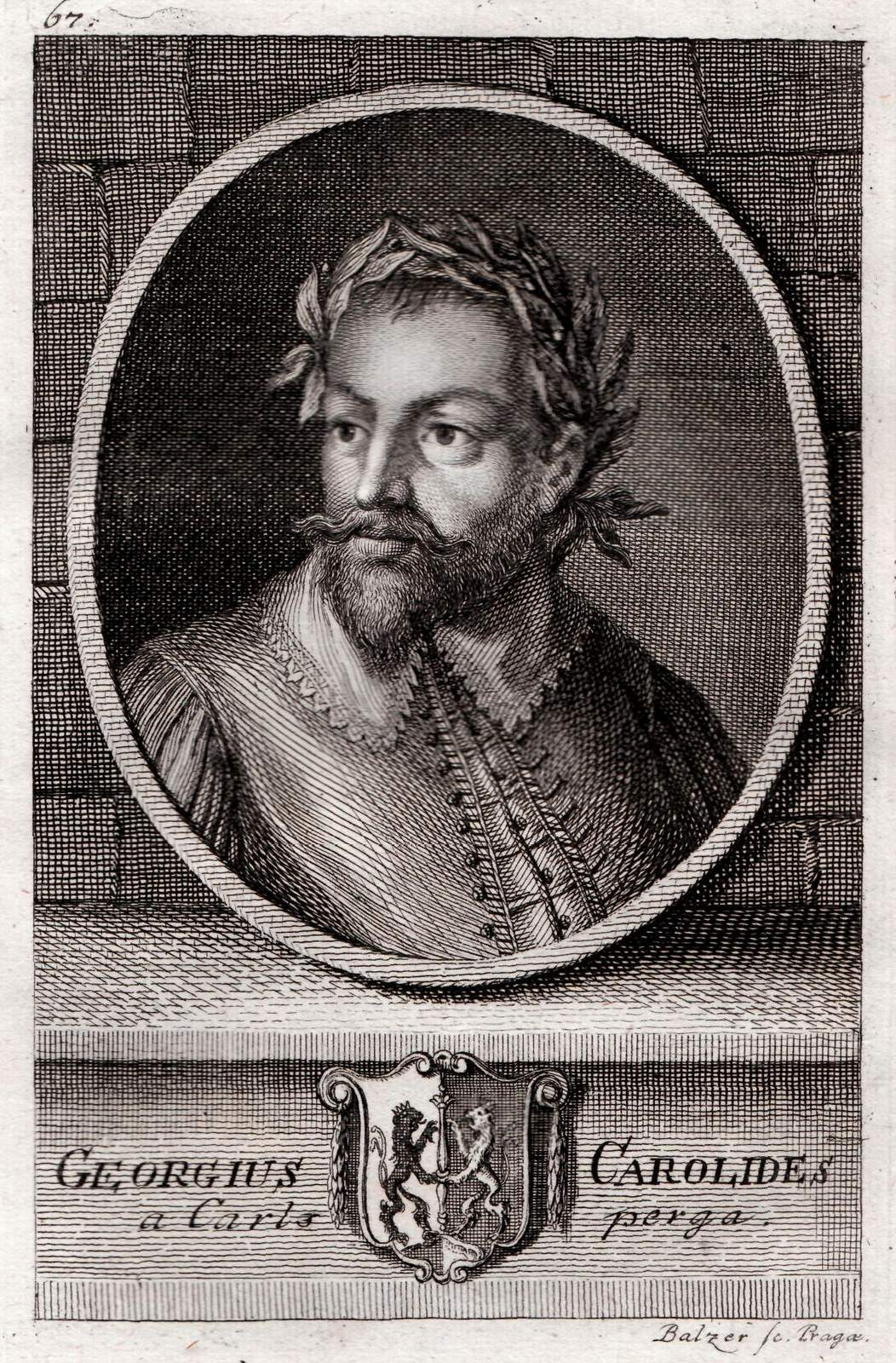
Jiří Carolides z Karlsperka
Kupferstich von Johann Balzer (1772)

Georg Carolides von Karlsberg (tschechisch Jiří Carolides auch Georgius Carolides a Carlsperga, Jiri Carolides z Karlsperka, Georg von Karlsperk) (* 11. April 1569 in Prag; † 21. Oktober 1612 ebenda), war tschechischer Humanist und Dichter.
Von 1569 bis 1612 war er Rechtsgelehrter und Hofdichter in Prag, das er zeitlebens nicht verließ, aber trotzdem über die Grenzen bekannt war. Er stammte aus einer angesehenen, reichen Familie, studierte an der Prager Universität, schloss als Meister der Freien Künste ab und lehrte dort kurz.
Danach zog er in die Prager Neustadt (Nové Město) und schrieb für den kaiserlichen Hof des Rudolf II. Gedichte sowie Epigramme. Aufgrund seiner Leistung wurde er später geadelt.

## Werke
- Pamětní verše (1601)
- Prorok Sofoniáš (1612)